# Programa Preparatorio de Futuros Lanzadores
El Programa Preparatorio de Futuros Lanzadores o FLPP (acrónimo del inglés Future Launchers Preparatory Programme) es un programa de la Agencia Espacial Europea (ESA), perteneciente al área de lanzadores, para el desarrollo de las tecnologías y conceptos necesarios como soporte a un vehículo de lanzamiento de nueva generación (NGL o Next Generation Launcher) sucesor del cohete Ariane 5 y operativo en 2020.
El programa comenzó en febrero de 2004 y está dividido en varios períodos superpuestos. Finalizando cada período se adoptan las decisiones que afectarían al siguiente. Como parte de este proyecto se han apoyado cinco proyectos: Miura 5 de PLD Space, AZμL de Elecnor Deimos y Orbex. Avio, MT Aerospace y Q@TS de ArianeGroup.

## Fases del programa

### Período 1
Comprendido entre los años 2004 y 2007. Enfocado en la selección de conceptos de sistemas de lanzamiento reutilizables que guiarán en la preparación de vehículos experimentales.

### Período 2
Comprendido entre los años 2006 y 2009. Proveerá de los elementos técnicos necesarios para validar el concepto del futuro NGL europeo. Las tecnologías seleccionadas deben cubrir la propulsión, fase criogénica, reentrada, materiales y estructuras.

### Período 3
Comprendido entre los años 2009 y 2011. Ha de servir para confirmar los requisitos de la misión NGL y recomendaciones finales de un concepto de sistema NGL.

## Líneas de trabajo

### Estudio de sistemas
El principal objetivo de esta línea de trabajo es desarrollar conceptos técnicos para nuevos lanzadores espaciales que sirvan a las necesidades europeas. De este modo Europa pretende asegurarse el acceso independiente al espacio de manera económica.

### Experimentación en vuelo
Dentro de este campo de estudio, el objetivo más importante es el desarrollo del vehículo IXV (Intermediate eXperimental Vehicle, vehículo experimental intermedio). Este vehículo tiene como misión validar las tecnologías de reentrada. Se pretende que tenga su primer vuelo orbital en 2010 tras ser lanzado desde un cohete Vega.

### Propulsión
Enfocado en el estudio de sistemas de motores y combustibles para integrar en la siguiente generación de lanzadores.

### Materiales y estructuras
Busca nuevas tecnologías para desarrollar nuevos materiales y estructuras necesarios. Entre los objetivos de estos materiales y estructuras se encuentran:
- Reducir la masa estructural.
- Incrementar los márgenes estructurales.
- Desarrollar contenedores de combustible de hidrógeno y oxígenos criogénicos.
- Desarrollar los sistemas de propulsión térmica para el vehículo IXV.
- Reducción del coste operacional de las inspecciones y revalidaciones de las estructuras reutilizables.
- Sostenibilidad.
- Proveer el mejor rendimiento posible con un coste asequible.